# جرم بین‌المللی (فیلم ۱۹۳۸)
جرم بین‌المللی (انگلیسی: International Crime) فیلمی در ژانر معمایی به کارگردانی چارلز لمانت است که در سال ۱۹۳۸ منتشر شد. از بازیگران آن می‌توان به رود لا رک اشاره کرد.